# Хлытчиев, Яков Матвеевич
Яков (Акоп) Матвеевич Хлытчиев (1886, Нахичевань-на-Дону — 1963, Белград) — русский инженер, специалист в области теории корабельных конструкций. Основатель югославской школы кораблестроения.

## Биография
Родился в 1886 году в Нахичевани-на-Дону (ныне в черте города Ростов-на-Дону) в армянской семье.
В 1904 году он окончил с золотой медалью классическую гимназию в Ростове-на-Дону. В том же году стал студентом Санкт-Петербургского политехнического института на отделении кораблестроения.
Посещал в 1905—1906 годах Высшую техническую школу в Берлине, сделав на это время перерыв в институтской учебе. После окончания в 1911 году альма-матер А. М. Хлытчиев пробовал себя инженером-конструктором в конструкторском бюро Балтийского завода, консультантом, работал инженером в четырех кораблестроительных компаниях, его увлекали военные и торговые суда.
С 1913 года — преподаватель в родном институте на кафедре строительной механики теории упругости и других дисциплин, на следующий год он читал лекции по проектированию судов. Владел французским, немецким и английским языками.
В 1915 году стал адъюнктом технической механики.
29 сентября 1916 года венчался в Петрограде с Татьяной Иванюковой.
После Октябрьской революции весной 1918 года уехал из Петрограда в Херсон, принимал участие в организации Херсонского политехнического института. С 1918 до конца 1919 года наряду с преподаванием был директором верфи. После занятия Херсона частями Красной Армии, в январе 1920 года последовал отъезд в Севастополь, откуда на французском судне отплыл в Стамбул с помощью своего коллеги по Политехническому институту — Степана Прокофьевича Тимошенко.
Проживал в Белграде, где преподавал на техническом факультете Белградского университета.
С 1922 по 1924 годы Хлытчиев, продолжая преподавание, параллельно был директором белградского предприятия по обогреванию «Калория».
В 1925 году принял подданство Королевства Югославия. В 1932 году был назначен ординарным профессором технического факультета Белградского университета. Организатор международных конгрессов по теоретической и прикладной механики проходивших в Югославии. Автор многих научных трудов.
После вторжения немцев в апреле 1941 года в Белград — Хлытчиев был арестован и провел два месяца (май и июнь) в тюрьме. В военном Белграде преподавал сопротивление материалов на кафедре технической механики.
После войны заведовал кафедрой механики и открыл судостроительный отдел в Белградском университете. Основал и руководил Отделением прикладной механики Института машиноведения Сербской Академии наук и искусств (САНИ), став одним из основателей общества прикладной механики.
С января 1951 года — научный сотрудник математического института САНИ. С 1952 года — член Академического совета ФНРЮ. Академиком избран 10 июня 1955 года, а в следующем году вышел на пенсию. Проживал в Белграде.
Умер в 1963 году в Белграде, похоронен на Новом кладбище.

## Звания и награды
- В 1955 году был избран действительным членом Сербской Академии наук и искусств.
- Награждён югославскими орденами и медалями.